# Gilera Saturno 500
Die Gilera Saturno 500 ist ein Sportmotorrad des italienischen Herstellers Gilera, das von 1988 bis 1991 gebaut wurde. 

## Technik
Der wassergekühlte Einzylinder-Viertaktmotor mit Vierventil-DOHC-Steuerung und einem Dell’Orto PHM-40 VS Vergaser war in den unten offenen Gitterrohrrahmen tragend integriert. Über ein Fünfgang-Getriebe wurde die Leistung mittels Kette an das Hinterrad weitergeleitet. Die Fahrwerksgeometrie mit kurzem Radstand (1410 mm), kurzem Nachlauf in Verbindung mit 17 Zoll-Reifen in der Dimension 110/70 (vorne) und 140/70 (hinten) verhalf der 165 kg leichten Maschine zu einem perfekten Handling. In rot lackiert mit rundlicher Halbschalenverkleidung war die Saturno in jener Zeit ein „technisches Schmuckstück“, das zu einem stattlichen Preis von 11.500 DM ausgeliefert wurde. Gut erhaltene Modelle werden heute (2014) für diese Summe – jedoch in Euro – gehandelt.